# Jimmy Hayes (politico)
James Alison Hayes, detto Jimmy (Lafayette, 21 dicembre 1946), è un politico statunitense, membro della Camera dei Rappresentanti per lo stato della Louisiana dal 1987 al 1997.

## Biografia
Nato a Lafayette, Hayes studiò presso l'Università della Louisiana a Lafayette. Successivamente svolse la professione di avvocato e lavorò nel settore immobiliare.
Tra il 1984 e il 1985 fu commissario della Louisiana Financial Institutions, sotto le amministrazioni dei governatori Dave Treen ed Edwin Edwards. Membro del Partito Democratico, nel 1986 si candidò alla Camera dei Rappresentanti per il seggio fino ad allora occupato da John Breaux, che in quella tornata venne eletto senatore. Hayes riuscì a vincere le elezioni contro un'altra candidata democratica e divenne deputato.
Negli anni successivi fu riconfermato dagli elettori per quattro mandati; nel 1992 sconfisse suo fratello maggiore Fredric, candidatosi con il Partito Repubblicano e con il quale i rapporti erano compromessi.
Nel 1994 sconfisse l'ex deputato repubblicano Clyde C. Holloway, che aveva perso il suo seggio due anni prima dopo una ridefinizione dei distretti congressuali.
Nel 1995, Jimmy Hayes fu uno dei democratici conservatori a lasciare il partito per passare tra le file dei repubblicani, dopo che questi ultimi avevano vinto la maggioranza al Congresso. Motivò la sua scelta affermando: " "Il Partito Democratico nazionale non ha alcuna tolleranza per tutto ciò che amo dell'indipendenza e dell'individualità di tutti gli abitanti della Louisiana" e dichiarò che la leadership democratica "ha adottato un giudizio morale secondo cui solo l'accordo con l'agenda del partito nazionale è giusto e qualsiasi altro punto di vista è sbagliato".
Nel 1996, invece di cercare la rielezione alla Camera, dato che rappresentava un distretto all'epoca fortemente democratico, Hayes si candidò al Senato. La mossa fu infruttuosa, dato che Hayes giunse solo quinto nelle primarie, raccogliendo meno del 6% delle preferenze.
Dopo aver lasciato il Congresso, Jimmy Hayes lavorò come lobbista.